# Singles’ Diaries
Singles’ Diaries ist eine fiktionale Webvideoserie, die im Auftrag von Sat.1 und sixx 2018 in München und Umgebung produziert wurde. Die Serie erschien am 18. Juni 2019 exklusiv als Video-on-Demand zum Start der Streamingplattform Joyn. Eine lineare Ausstrahlung gab es bisher nicht. Die Serie ist mehrfach national und international ausgezeichnet worden. Bei den Los Angeles Film Awards wurde sie als „Best Romantic Comedy“ 2019 geehrt.

## Inhalt
Die Serie behandelt das Leben von fünf Singles, die alle mit ihrem Singledasein hadern oder sich nicht sicher sind was sie eigentlich wollen. In (fast) jeder Folge wechselt die Erzählperspektive zwischen den fünf Hauptcharakteren. Es ergeben sich diverse Überschneidungen und Doppelungen der Handlung, die aus unterschiedlichen Perspektiven wiedergegeben werden.
Dabei thematisiert die Serie die Wünsche, Vorstellungen und Probleme einer Generation, die sich bezüglich der Partnerfindung schwer tut.
So wünscht sich „Maria“ (gespielt von Lena Meckel) eine feste Beziehung, landet jedoch meistens bei besonders „angesagten“ Männern, die keine feste Beziehung möchten. Womanizer „Amid“ (gespielt von Manuel Mairhofer) genießt sein freies Single-Leben. „Lucie“ (gespielt von Leslie-Vanessa Lill) verlässt ihren Freund nach drei Jahren Beziehung, da „die Luft raus“ ist. Auch „Caro“ (gespielt von Gianna-Valentina Bauer) trennt sich von ihrem Freund, der noch keine Kinder möchte. Lediglich die Figur „Felix“ (gespielt von Raúl Richter) ist einer der wenigen Charaktere, die es ehrlich mit ihrem Partner meinen und sich voll und ganz auf einen anderen Menschen einlassen können.

## Besetzung

### Hauptrollen
| Rolle                   | Schauspieler/in        | Infos zur Rolle |
| ----------------------- | ---------------------- | --- |
| Felix Jung              | Raúl Richter           | Zahnarzt. Ex-Freund von Lucie. Befreundet mit Amid.                                                                  |
| Maria Magdalena Schmidt | Lena Meckel            | Frau die unfreiwillig immer nur bindungsunwillige Männer trifft.                                                     |
| Amid                    | Manuel Mairhofer       | Mann der keine feste Bindung will, sondern lieber dauerhaft diverse ONS hat. Befreundet mit Felix.                   |
| Lucie Schumacher        | Leslie-Vanessa Lill    | Ex-Freundin von Felix. Mitbewohnerin von Caro.                                                                       |
| Caro                    | Gianna-Valentina Bauer | 32-jährige Frau, die aufgrund ihres großen Kinderwunsches von ihrem Freund verlassen wurde. Mitbewohnerin von Lucie. |

### Nebenrollen
| Rolle   | Schauspieler        | Infos zur Rolle                                    |
| ------- | ------------------- | -------------------------------------------------- |
| Paulina | Philine Unrau       | Freundin von Maria                                 |
| Tobi    | Bruno Sauter        | Affäre mit Maria                                   |
| Aylin   | Lilian Prent        | Beste Freundin von Lucie                           |
| Peer    | Sebastian Edtbauer  | Bruder von Lucie                                   |
| Manoj   | Philip Birnstiel    | Kurzzeitiger Freund von Lucie, Freund von Pia      |
| Pia     | Alexa Benkert       | Kurzzeitige Freundin von Lucie, Freundin von Manoj |
| Silke   | Christina Arends    | Patientin und Date von Felix                       |
| Julia   | Claudia Hinterecker | Arzthelferin in der Praxis von Felix               |
| Tasmin  | Nina Niknafs        | Ungewolltes Date von Amid                          |
| Jasmin  | Rubin Kara          | Ungewolltes Date von Amid                          |
| Shermin | Ilknur Boyraz       | Mutter von Amid                                    |
| Hjalmar | Réne Oltmanns       | Nahezu perfekter Traummann von Caro                |
| Stefan  | Stefan Gilly        | Ex-Freund von Caro                                 |
| Rosi    | Andrea Schneider    | Drogistin                                          |

## Episoden
Jede Episode hat einen (in einer Episode zwei) Hauptcharakter.
| 1 | Maria: Egotypen sind ihre Muster                     |
| Maria nervt, dass sie immer nur an bindungsunwillige Männer gerät. Dabei rät ihr ihre Freundin Paulina, ihre Ansprüche runterzuschrauben und ihr Muster zu ändern, da sie immer nur extrem „hippe“ Männer datet. Diese Männer haben beispielsweise Start-Ups oder eine Craft-Beer Brauerei. Bei Tinder lernt sie Amid kennen, der ihr sagt, dass er sich in sie verlieben könnte. Beide landen im Bett, doch am nächsten Tag ist Amid weg. |                                                      |
| 2 | Amid: Eine Frau für immer?                           |
| Amid's Eltern suchen ihm eine Frau. Er will aber eigentlich nicht heiraten, erst recht nicht jemanden, den er sich nicht ausgesucht hat. Im weiteren Verlauf sieht man diverse ONS und Dates, über die er im Off kommentiert, wie schnell er bei den Frauen (mit einer Lüge) landen kann und wie nett er sie schlussendlich abserviert. Am Ende kommt Maria mit seinem Portemonnaie vorbei, das er bei ihr vergessen hat. Sie sagt seiner Mutter überdeutlich, sie sei der ONS gewesen, was seiner Mutter unangenehm ist, da sie gerade eine potentielle Ehefrau für Amid zu Gast haben. |                                                      |
| 3 | Lucie: Lucie macht Schluss                           |
| Lucie liebt Felix nicht mehr und hasst die Routine im Leben und beendet daher die Beziehung. Sie datet jemanden, der seine Frau über den Geruch finden will. Das kommt ihr etwas komisch vor und sie beendet das Date. Sie geht mit ihrer Freundin Aylin feiern, um auf andere Gedanken zu kommen und verliebt sich spontan in den DJ namens Manoj. Sie datet ihn, postet ein Foto mit ihm und sieht dabei ein Foto von Felix mit einer anderen. Er küsst sie und sagt ihr, dass er polyamor lebt und liebt. |                                                      |
| 4 | Felix: Felix und das Ex-Programm                     |
| Felix ist aufgrund der Trennung etwas aus der Spur. Sein Freund Amid macht ihn darauf aufmerksam, dass Lucie jemand anderen datet: den Typen, der seine Frau über den Geruch finden will. Er greift ein, bevor er Lucie schreibt, dass er sie zurück will, und rät ihm zu einem „Ex-Programm“, bei dem er sie eifersüchtig machen und sie ignorieren soll. Amid besorgt ihm ein Date mit Jaqueline, damit er ein Foto mit ihr posten kann. Dabei erfahren sie, dass Lucie am selben Abend feiern geht und gehen auch dort feiern. Zum Feiern nimmt er seine Patientin (er ist Zahnarzt) Julia mit, die Lucie eifersüchtig machen soll. Am nächsten Tag verabredet er sich mit einer anderen Patientin zu einem Date. |                                                      |
| 5 | Caro: Caros Traum                                    |
| Caro bereitet ein romantisches Abendessen vor, um ihren Freund Stefan zu fragen, ob sie ein Kind bekommen wollen, da beruflich und privat alles passe. Dieser verneint dies und verweist auf eine einmalige Gelegenheit in seinem Job, bei der in die nächsten zwei Jahre keine Kinder in sein Leben passten. Sie will das nicht und Stefan zieht aus. Um einen neuen Freund und zukünftigen Vater ihrer Kinder zu findet, veranstaltet sie ein WG-Casting exklusiv für Männer. Die Männer die kommen haben allerdings alle einen Haken, weshalb sie alle ablehnt. Am Ende taucht Lucie bei ihr auf und bewirbt sich auch auf die Wohnung. Da jede andere Option schlechter klingt bekommt sie das Zimmer. |                                                      |
| 6 | Maria: Männer sind wie Erdbeeren                     |
| Maria ist neidisch auf ihre Freundin Paulina, da sie einen Freund hat. Sie sagt ihr, dass Maria immer nur die großen knackigen Erdbeeren nimmt und nicht die kleinen schrumpeligen. Sie bezieht das auf ihre Männerwahl, bei der sie immer nur die großen hübschen nimmt und nicht die mit dem besten Charakter. Sie sei zu oberflächlich. Sie hadert etwas damit. An einem Erdbeerstand bleibt sie stehen und Felix spricht sie mit „Lucie“ an. Sie dreht sich um und kippt ihm ihre Getränk auf seine Hose. |                                                      |
| 7 | Felix: Maria verzweifelt gesucht                     |
| Felix datet die Patientin und erblickt Lucie an der Theke. Als er sie anspricht, ist es nicht Lucie, stattdessen sieht er jetzt in fast jeder Frau Lucie. Er beendet das Date und verlässt das Restaurant. Als er vermeintlich erneut Lucie entdeckt, spricht er sie an. Sie (Maria) dreht sich um und schüttet ihm versehentlich seinen Smoothie auf die Hose. Sie bietet ihm an seine Hose zu waschen, also kommt er mit zu ihr. Im Bademantel in ihrer Küche sitzend erzählt er ihr von seiner Ex und sie beschwichtigt (nicht ganz ehrlich), dass sie bestimmt wieder zusammenkommen und ihr Interesse an ihm vorbei sei. Sie setzt ihn mit seiner gewaschenen Hose vor die Tür. Amid hingegen kritisiert, dass er von seiner Ex gesprochen hat, als Felix sagt, dass er sie wieder sehen will und nur wisse wo sie wohne. Er überlegt sie einfach wieder aufzusuchen, doch Amid rät davon ab. Da Felix weiß, wo sie zum Yoga geht, besucht er das Yoga-Studio und nimmt recht unfreiwillig an einem Probetraining teil. Er trifft sie dort nicht. Schlussendlich entscheidet er sich zu Lucie nach Hause zu gehen und trifft Maria dort vor der Tür, sieht aber auch „vermeintlich“ Lucie. |                                                      |
| 8 | Lucie: Schon mal Polyandrie versucht?                |
| Lucie redet sich selbst nochmal ein, dass sie die Beziehung mit Felix zu sehr eingeengt hat. Sie lebt jetzt polyamor, so richtig wohl fühlt sie sich damit aber nicht und beendet das Ganze recht schnell. Am Ende des Tages geht sie mit Aylin und ein par Freunden feiern und sieht Felix vor einer Tür stehen, als er von einer Frau (Maria) angesprochen wird. |                                                      |
| 9 | Caro: Ein 98-Prozent Match                           |
| Caro erstellt sich ein Online-Dating Profil, jedoch findet Lucie ihre Beschreibung furchtbar und erstellt es für sie. Sie rät ihr, nicht ihre wahren Absichten zu erzählen. Für sie überraschend kommt Lucies' Bruder vorbei, der übergangsweise mit in der WG wohnen soll. Im Online-Dating Profil schreibt sie ein Mann namens Hjalmar an, der das perfekte Date zu sein scheint. Am Ende des recht gut verlaufenen Dates offenbart sie ihm ihren Kinderwunsch, worauf ihr Hjalmar zwar sagt, dass er sich Kinder wünsche, das Date aber mit der Begründung beendet, sie seien sich zu ähnlich. Er meldet sich aber später trotzdem per SMS bei ihr. |                                                      |
| 10 | Amid: Brautschau                                     |
| Amids Eltern haben erneut eine potentielle Ehefrau für ihn. Es handelt sich um eine Freundin aus seiner Kindheit, die geschieden ist und damit für arabische Verhältnisse schwer vermittelbar ist. Er ist aber uninteressant für sie, da er wie ihr Ex-Mann ist, der ständig fremd gegangen ist. Als zweites trifft er eine Frau, mit deren bester Freundin er mal eine Beziehung hatte. Das Treffen war damit schnell beendet. Als drittes trifft er Tasmin, die sehr offensichtlich ebenso wenig Interesse an den Vermittlungsversuchen ihrer Eltern hat wie er. Er vereinbart mit ihr, sich zum Schein zu treffen, damit ihre Eltern sie in Ruhe lassen. |                                                      |
| 11 | Lucie: Friend ohne Benefits                          |
| Paulina stellt Lucie einen Freund, Jamie, aus der Uni vor. Jamie hat mit seiner Freundin Nathalie Schluss gemacht, da sie ihn komplett einengt. Beide kommen sich näher und wollten miteinander schlafen, er konnte jedoch aufgrund seiner Gefühle nicht. Lucie datet daraufhin wieder und findet einen, der direkt eine Beziehung will. Jedoch will sie dies nicht und beginnt eine „Freundschaft plus“ mit Jamie. Als sie sich gerade überlegt, mit ihm eine Beziehung zu beginnen, trifft er sich wieder mit Nathalie. Sie ist daraufhin deprimiert. |                                                      |
| 12 | Maria und Felix: Wenn Affenmännchen Sex haben wollen |
| Maria erzählt Paulina, dass Felix sie vor ihrer Tür aufgesucht habe und sie zum Essen eingeladen habe. Paulina deutet dies dahingehend, dass er Sex haben will. Maria glaubt dies jedoch nicht. Währenddessen berät Amid Felix zum Thema „Date“, da dieser schon länger kein ernstzunehmendes mehr hatte. Felix verhält sich bei einer Date-Simulation mit Amid auch dementsprechend sehr ungeschickt, sodass Amid mit ins Restaurant kommt, um ihm per SMS Ratschläge zu geben. Allerdings setzt Felix auch diese sehr schlecht und unpassend um, sodass Maria schlussendlich das Date abbricht. Er läuft ihr hinterher und findet doch die passenden Worte, jedoch ist Maria alles andere als positiv gestimmt als Amid hinterhergelaufen kommt. |                                                      |
| 13 | Caro: Zu perfekt, um wahr zu sein                    |
| Caro schwärmt vom letzten Date mit Hjalmar und freut sich auf das Treffen am Abend im Restaurant. Dort beichtet ihr Hjalmar, dass er unfruchtbar ist, was sie völlig fassungslos macht. Er erwähnt die Möglichkeit einer Adoption. Da es für sie nicht in Frage kommt, beendet sie die Beziehung, bevor sie begonnen hat. |                                                      |
| 14 | Lucie: Er hat mich weggedrückt                       |
| Lucie träumt von der gemeinsamen Zeit mit Felix und ruft ihn mit der Begründung an, ihre Klamotten abzuholen. Er drückt sie allerdings weg, daher fährt sie mit Paulina zu seiner Wohnung. Als sie klingelt, ist niemand da. 3 Tage später meldet sich Felix und sie fährt sofort zu seiner Wohnung. Er gibt ihr ihre Sachen und macht deutlich, dass die Beziehung vorbei ist und hat augenscheinlich mit Lucie abgeschlossen. Sie ist daraufhin deprimiert und traurig. |                                                      |
| 15 | Felix: Hör auf dein Herz                             |
| Felix ist sauer auf Amid, er versteht allerdings, dass er nichts dafür kann. Er versucht trotzdem Maria zu überzeugen, ihm eine weitere Chance zu geben. Schlussendlich beichtet er seiner Zahnarzthelferin sein Leid. Diese denkt jedoch, aufgrund diverser beobachteter Szenen, dass es sich bei der besagten Liebe um eine Beziehung mit Amid handelt, und nicht mit einer Frau. Sie ermutigt ihm darauf bezogen seinen Weg zu gehen, egal was die Gesellschaft und sein Umfeld dazu so denke. Daraufhin ruft er Maria an. Diese geht ans Telefon, jedoch klingelt Lucie zur gleichen Zeit an der Tür. Sie wartet das Gespräch mit Lucie nicht ab, sondern legt auf. |                                                      |
| 16 | Amid: Einer zu viel                                  |
| Amid hat sein Date mit Tasmin und erzählt ihr von Maria und davon, dass sein Freund Felix sie kennengelernt hat und er sich etwas in sie verguckt hat. Daraufhin assoziiert er alles gesagte mit Maria und missversteht alle Sätze dahingehend. Er ruft sie an und schreibt ihr Nachrichten, muss jedoch feststellen, dass sie ihn geblockt hat. Daraufhin entscheidet er es wie Felix zu machen: Zu ihr hinzugehen, um mit ihr zu sprechen. Sie lässt ihn fälschlicherweise rein und er sieht Felix in ihrer Wohnung. |                                                      |

## Auszeichnungen
- New York Film Awards[2]
  - 2019: Gewinner in der Kategorie Best Comedy
  - 2019: Gewinner in der Kategorie Best Webseries
  - 2019: Gewinner in der Kategorie Best Director für Sascha El Waraki
- Los Angeles Film Awards[2]
  - 2019: Gewinner in der Kategorie Best Romantic Comedy
- Independent StarFilmfest[2]
  - 2019: Gewinner in der Kategorie Best Bavarian-short
  - 2019: Gewinner in der Kategorie Best Webseries
- Webfest Berlin[4]
  - 2019: Gewinner des Audience Favourite Awards
  - 2019: Gewinner des „What's Next Producer“-Awards für Sascha El Waraki
- New York Digital Film Awards
  - 2019 Gewinner in der Kategorie Best Cinematography für: Christoph Krauth
- Hollywood Art and Movie Awards
  - 2020 Gewinner in der Kategorie Best Webseries